# Secretaria de Saúde do Estado da Bahia
| Secretaria da Saúde do Estado da Bahia                          |                                                                  |
| Centro Administrativo da Bahia, Salvador, Bahia saude.ba.gov.br |                                                                  |
| Criação                                                         | 21 de julho de 1927 (97 anos) (recriação em 11 de abril de 1966) |
| Sede da SESAB                                                   |                                                                  |
| Sede da SESAB                                                   |                                                                  |
| Atual secretário                                                | Roberta Santana (2023-presente)                                  |
| Orçamento                                                       | R$ 4,384 bilhões (2015)                                          |

A Secretaria de Saúde do Estado da Bahia (SESAB) é o órgão estadual responsável pela formulação da Politica Estadual da Saúde Pública e de suas diretrizes na Bahia, norteada pelos princípios do Sistema Único de Saúde.
Criada originalmente em 21 de julho de 1927, somente na década de 1960 ela passou a adotar o arranjo administrativo-institucional contemporâneo, quando ela foi estabelecida pela lei n.º 2 321 de 11 de abril de 1966 como uma secretaria especializada em saúde pública, com a configuração atual.

## Histórico
O estado da Bahia abrigou a implantação da primeira faculdade de medicina no Brasil, porém, os órgãos voltados para questões sanitárias criados na Bahia  ao longo do século XIX foram instituições pouco eficazes, e de atuação casuística, no enfrentamento dos problemas de saúde pública identificados, como foram os casos do Conselho de Salubridade criado pelas autoridades imperiais em 1838, da Commissão de Hygiene Publica para a província da Bahia criado pelas mesmas autoridades em 1851, e também do Conselho Geral de Saúde Pública, da Inspetoria de Higiene e do Instituto Vacínico, órgãos criados pelo Governo do Estado da Bahia após a proclamação da república por meio da lei estadual nº 30, de 29 de agosto de 1892.
Apesar dessas iniciativas precursoras no século XIX, as origens históricas das políticas públicas em saúde na Bahia estão na década de 1920, quando o Estado da Bahia acompanhou os movimentos de reforma sanitária ocorridos naquele período, fortemente influenciada pelo higienismo, e promulgou a Lei estadual nº 1.811/1925, lei responsável por criar a Subsecretaria de Saúde e Assistência Pública, órgão administrativo subordinado diretamente ao governador do estado da Bahia, ainda que estivesse com o status de subsecretaria, que era responsável pela saúde pública no estado da Bahia, na condição de “repartição essencialmente technica, directa e exclusivamente subordinada ao Governador do Estado”. Neste mesmo ano, a reforma sanitária empreendida pelo governador baiano Francisco de Góis Calmon contemplou também a criação do primeiro Código Sanitário estadual, em 20 de novembro de 1925.
Portanto, o embrião institucional da contemporânea SESAB está na Subsecretaria de Saúde e Assistência Pública criada pela lei estadual nº 1.811/1925, tendo o médico pernambucano Antônio Luís C. A. de Barros Barreto sido nomeado pelo governador Góis Calmon como o primeiro subsecretário de saúde e assistência pública, o qual passou a adotar diversas ações e políticas sanitaristas baseadas no higienismo, de acordo com os padrões da elite médica da época.
Em 1927, por meio de uma iniciativa que contou com o incentivo do Departamento Nacional de Saúde Pública e da elite médica da época, a Subsecretaria de Saúde e Assistência Pública teve o seu status político elevado para formar a inovadora e pioneira primeira secretaria estadual de saúde do Brasil: a Secretaria de Saúde e Assistência Pública, criada pela lei estadual nº 1.993, de 21 de julho de 1927.
Com a Revolução de 1930, houve diversas mudanças no aparato estatal no Estado da Bahia e a secretaria estadual de saúde e assistência pública foi atingida ao ser extinta em 1930, tendo as suas atribuições e órgãos incorporadas com outras pastas para formar a secretaria de educação, formando a Secretaria do Interior, Justiça, Instrução, Polícia, Segurança, Saúde e Assistência Pública.
Essa situação de estar aglutinada em uma única secretaria estadual com outros assuntos administrativos alheios às questões sanitárias (tendo modificado a sua nomenclatura algumas vezes) perdurou até 11 de abril de 1966, quando, em plena ditadura militar de 1964, já no final da gestão do governador Lomanto Júnior, as unidades de saúde da secretaria foram desmembradas para formar a estrutura da contemporânea Secretaria de Saúde do Estado da Bahia, conforme a lei estadual n.º 2.321/1966 após uma extensa reforma administrativa no setor saúde.
Em 1974, a Secretaria Estadual de Saúde da Bahia lançou um dos primeiros periódicos científicos do Nordeste especializados em saúde pública: a Revista Baiana de Saúde Pública, que surgiu como publicação institucional vinculada à biblioteca da SESAB, mas que a partir dos anos 2000 passou por uma reformulação editorial, assumindo uma formatação acadêmica e com periodicidade contínua. 
Desde 2008, a SESAB tem autonomia para propor e implementar políticas públicas relacionadas à farmácia, ciência e tecnologia em saúde, após a lei estadual n.º 11 055 de 2008.

## Titulares
| N° | Nome                                 | Formação acadêmica (instituição) | Período                    | Governador   | Notas | Referências       |
| -- | ------------------------------------ | -------------------------------- | -------------------------- | ------------ | ----- | ----------------- |
| 1° | Antônio Luís C. A. de Barros Barreto | Medicina (UFRJ)                  | 21 de julho de 1927 a 1928 | Góis Calmon  |       | [ 6 ] [ 7 ] [ 5 ] |
| 1° | Antônio Luís C. A. de Barros Barreto | Medicina (UFRJ)                  | 1928 a 1930                | Vital Soares |       | [ 6 ] [ 7 ] [ 5 ] |

| N° | Nome                                                                 | Formação acadêmica (instituição) | Período                                         | Governador                 | Notas                                     | Referências   |
| -- | -------------------------------------------------------------------- | -------------------------------- | ----------------------------------------------- | -------------------------- | ----------------------------------------- | ------------- |
| 2° | Lyderico dos Santos Cruz (nomeado para o cargo, não assumiu o posto) |                                  | 1 de novembro de 1930 a 4 de novembro de 1930   | Frederico Costa            | nomeado para o cargo, não assumiu o posto | [ 13 ]        |
| 3° | Manoel Mattos Corrêa de Menezes                                      |                                  | 5 de novembro de 1930 a 18 de fevereiro de 1931 | Leopoldo Bastos do Amaral  |                                           | [ 5 ]         |
| 4° | Bernardino José de Souza                                             |                                  | 19 de fevereiro de 1931 a julho de 1931         | Artur Neiva                |                                           | [ 13 ] [ 14 ] |
| 5° | Aristides Vasconcelos de Queiroz                                     |                                  | 15 de agosto de 1931 a 19 de setembro de 1931   | Raimundo Rodrigues Barbosa |                                           | [ 5 ]         |

| N° | Nome                             | Formação acadêmica (instituição) | Período                                     | Governador       | Notas | Referências         |
| -- | -------------------------------- | -------------------------------- | ------------------------------------------- | ---------------- | ----- | ------------------- |
| 6° | Aloysio Henrique de Barros Porto |                                  | 20 de setembro de 1931 a 19 de maio de 1932 | Juracy Magalhães |       | [ 5 ] [ 13 ] [ 15 ] |
| 7° | Manoel Mattos Corrêa de Menezes  |                                  | 20 de maio de 1932 a 7 de abril de 1934     | Juracy Magalhães |       | [ 5 ]               |
| 8° | João Pedro dos Santos            |                                  | 2 de agosto de 1934 a 26 de julho de 1935   | Juracy Magalhães |       | [ 5 ]               |

| N°  | Nome                                 | Formação acadêmica (instituição) | Período                                           | Governador               | Notas | Referências               |
| --- | ------------------------------------ | -------------------------------- | ------------------------------------------------- | ------------------------ | ----- | ------------------------- |
| 9°  | Antônio Luís C. A. de Barros Barreto |                                  | 27 de julho de 1935 a 12 de novembro de 1937      | Juracy Magalhães         |       | [ 5 ] [ 6 ] [ 13 ] [ 16 ] |
| 10° | Agrippino Barbosa                    |                                  | 12 de novembro de 1937 a 25 de março de 1938      | Antônio Fernandes Dantas |       | [ 5 ] [ 13 ]              |
| 11° | Alfredo Brito                        |                                  | 26 de março de 1938 a 2 de abril de 1938          | Antônio Fernandes Dantas |       | [ 5 ]                     |
| 12° | Isaias Alves de Almeida              |                                  | 3 de abril de 1938 a 30 de novembro de 1942       | Landulfo Alves           |       | [ 5 ] [ 16 ] [ 13 ]       |
| 13° | Aristides Novis                      |                                  | 1 de dezembro de 1942 a 11 de janeiro de 1944     | Renato Pinto Aleixo      |       | [ 5 ] [ 13 ]              |
| 14° | Arthur Cesar Berenguer               |                                  | 13 de fevereiro de 1944 a 5 de abril de 1944      | Renato Pinto Aleixo      |       | [ 5 ]                     |
| 15° | Manoel Arthur Vilaboim               |                                  | 5 de abril de 1944 a 16 de agosto de 1945         | Renato Pinto Aleixo      |       | [ 5 ]                     |
| 16° | Antônio Assis Coelho                 |                                  | 17 de agosto de 1945 a 29 de outubro de 1945      | Renato Pinto Aleixo      |       | [ 5 ]                     |
| 16° | Antônio Assis Coelho                 |                                  | 29 de outubro de 1945 a 9 de novembro de 1945     | Bulcão Viana             |       | [ 5 ]                     |
| 17° | Heitor Praguer Froes                 |                                  | 10 de novembro de 1945 a 19 de fevereiro de 1946  | Bulcão Viana             |       | [ 5 ] [ 13 ]              |
| 18° | Urcício Santiago                     |                                  | 20 de fevereiro de 1946 a 28 de fevereiro de 1946 | Guilherme Marback        |       | [ 5 ] [ 13 ]              |
| 19° | Álvaro Augusto da Silva              |                                  | 1 de março de 1946 a 27 de julho de 1946          | Guilherme Marback        |       | [ 5 ] [ 13 ]              |
| 20° | Odilon Machado de Araújo             |                                  | 31 de julho de 1946 a 9 de abril de 1947          | Cândido Caldas           |       | [ 5 ] [ 13 ]              |
| 21° | Anísio Teixeira                      |                                  | 10 de abril de 1947 a 29 de janeiro de 1951       | Otávio Mangabeira        |       | [ 5 ] [ 13 ]              |

| N°  | Nome                            | Formação acadêmica (instituição) | Período                                          | Governador       | Notas | Referências  |
| --- | ------------------------------- | -------------------------------- | ------------------------------------------------ | ---------------- | ----- | ------------ |
| 22° | Antonio Simões da Silva Freitas |                                  | 1 de fevereiro de 1951 a 8 de junho de 1954      | Régis Pacheco    |       | [ 5 ]        |
| 23° | Orlins Lucas da Costa           |                                  | 11 de junho de 1954 a 7 de abril de 1955         | Régis Pacheco    |       | [ 5 ] [ 17 ] |
| 24° | Gorgônio de Almeida Araújo      |                                  | 10 de abril de 1955 a 28 de maio de 1958         | Antônio Balbino  |       | [ 5 ] [ 18 ] |
| 25° | João Fortuna Andréa dos Santos  |                                  | 28 de maio de 1958 a 7 de abril de 1959          | Antônio Balbino  |       | [ 5 ]        |
| 26° | Jaime de Sá Meneses             |                                  | 8 de abril de 1959 a 12 de fevereiro de 1962     | Juracy Magalhães |       | [ 5 ] [ 19 ] |
| 27° | Edgard Pires da Veiga           |                                  | 13 de fevereiro de 1962 a 5 de abril de 1963     | Juracy Magalhães |       | [ 5 ] [ 19 ] |
| 28° | Aloysio Sanches de Almeida      |                                  | abril de 1963 a 12 de maio de 1964               | Lomanto Júnior   |       | [ 5 ] [ 20 ] |
| 29° | Adelaido Ribeiro                |                                  | 15 de maio de 1964 a janeiro de 1966             | Lomanto Júnior   |       | [ 5 ]        |
| 30° | Eduardo Bizarria Mamede         |                                  | 4 de fevereiro de 1966 a 29 de fevereiro de 1966 | Lomanto Júnior   |       | [ 5 ]        |
| 31° | Adolpho Bahia Mendonça          |                                  | 13 de março de 1966 a 11 de abril de 1966        | Lomanto Júnior   |       | [ 5 ]        |

| N°  | Nome                                 | Partido                                     | Formação acadêmica (instituição) | Período                                            | Governador                                | Notas | Referências                                      |
| --- | ------------------------------------ | ------------------------------------------- | -------------------------------- | -------------------------------------------------- | ----------------------------------------- | --- | ------------------------------------------------ |
| 32° | Adolpho Bahia Mendonça               |                                             | Medicina (UFBA)                  | 11 de abril de 1966 a 15 de março de 1967          | Lomanto Júnior                            | | [ 5 ]                                            |
| 32° | Adolpho Bahia Mendonça               | 15 de março de 1967 a 6 de abril de 1967    | Medicina (UFBA)                  | Luiz Viana Filho                                   |                                           | [ 5 ] |                                                  |
| 33° | Roberto Santos                       | Sem Partido                                 | Medicina (UFBA)                  | Luiz Viana Filho                                   | 8 de abril de 1967 a 4 de julho de 1967   | | [ 5 ]                                            |
| 34° | José Duarte de Araújo                |                                             |                                  | Luiz Viana Filho                                   | 5 de julho de 1967 a março de 1970        | | [ 5 ]                                            |
| 35° | Ênio Rozendo Pinto                   |                                             |                                  | Luiz Viana Filho                                   | 15 de março de 1970 a 15 de março de 1971 | | [ 5 ]                                            |
| 35° | Ênio Rozendo Pinto                   | 15 de março de 1971 até 15 de março de 1975 | Antônio Carlos Magalhães         |                                                    |                                           | | [ 5 ]                                            |
| 36° | Ubaldo Porto Dantas                  |                                             | Antônio Carlos Magalhães         | Medicina (UFBA)                                    | 15 de março de 1975 a maio de 1978        | |                                                  |
| 37° | José Hermógenes de Souza             |                                             | Antônio Carlos Magalhães         |                                                    | maio de 1978 a 15 de março de 1979        | | [ 5 ]                                            |
| 38° | Jorge Augusto Novis                  |                                             | Antônio Carlos Magalhães         | Medicina (UFBA)                                    | 15 de março de 1979 a 15 de março de 1983 | | [ 5 ] [ 21 ]                                     |
| 39° | Nélson Assis Carvalho de Barros      |                                             |                                  | 15 de março de 1983 a 19 de janeiro de 1986        | João Durval Carneiro                      | | [ 5 ]                                            |
| 40° | Ursicino Pinto de Queiroz            |                                             | Medicina (UFBA)                  | 21 de janeiro de 1986 a 15 de março de 1987        | João Durval Carneiro                      | | [ 5 ]                                            |
| 41° | Luiz Umberto                         |                                             | Medicina (UFBA)                  | 15 de março de 1987 a maio de 1989                 | Waldir Pires                              | | [ 5 ] [ 22 ] [ 23 ] [ 24 ]                       |
| 42° | Herval Pina Ribeiro                  |                                             | Medicina (UFBA)                  | 1989 a 1990                                        | Nilo Coelho                               | | [ 23 ] [ 24 ]                                    |
| 43° | Desconhecido                         | Desconhecido                                | Desconhecido                     | 1990                                               | Nilo Coelho                               | |                                                  |
| 44° | Otto Alencar                         | PL                                          | Medicina (UFBA)                  | 15 de março de 1991 até 2 de abril de 1994         | Antônio Carlos Magalhães                  | Deputado Estadual (PL-BA) licenciado do cargo.                                                                                           | [ 25 ]                                           |
| 44° | Otto Alencar                         | PL                                          | Medicina (UFBA)                  | 2 de abril de 1994 até 2 de maio de 1994           | Ruy Trindade                              | Deputado Estadual (PL-BA) licenciado do cargo.                                                                                           | [ 25 ]                                           |
| 44° | Otto Alencar                         | PL                                          | Medicina (UFBA)                  | 2 de maio de 1994 até 1° de janeiro de 1995        | Antônio Imbassahy                         | Deputado Estadual (PL-BA) licenciado do cargo.                                                                                           | [ 25 ]                                           |
| 45° | José Maria de Magalhães Netto        |                                             | Medicina (UFBA)                  | 1° de janeiro de 1995 a 1° de janeiro de 1999      | Paulo Souto                               | Faleceu no exercício do cargo. | [ 26 ] [ 27 ] [ 28 ]                             |
| 45° | José Maria de Magalhães Netto        | 1° de janeiro de 1999 a 25 de março de 2002 | Medicina (UFBA)                  | César Borges                                       |                                           | Faleceu no exercício do cargo. | [ 26 ] [ 27 ] [ 28 ]                             |
| 46° | Raimundo Perazzo Ferreira            |                                             | Medicina (UFBA)                  | César Borges                                       | 25 de março de 2002 a 5 de abril de 2002  | | [ 29 ] [ 30 ]                                    |
| 46° | Raimundo Perazzo Ferreira            | 5 de abril de 2002 a 1° de janeiro de 2003  | Medicina (UFBA)                  | Otto Alencar                                       |                                           | [ 30 ] |                                                  |
| 47° | José Antônio Rodrigues Alves         |                                             | Administração de Empresas (UFBA) | 1° de janeiro de 2003 a 1° de janeiro de 2007      | Paulo Souto                               | | [ 30 ] [ 31 ]                                    |
| 48° | Jorge Solla                          | PT                                          | Medicina (UFBA)                  | 1° de janeiro de 2007 a 19 de janeiro de 2014      | Jaques Wagner                             | Deixou o cargo para concorrer uma vaga na Câmara dos Deputados.                                                                          | [ 32 ] [ 33 ]                                    |
| 49° | Washington Luís Silva Couto          |                                             |                                  | 19 de janeiro de 2014 a 1° de janeiro de 2015      | Jaques Wagner                             | | [ 33 ] [ 34 ]                                    |
| 50° | Fábio Vilas-Boas                     | Sem Partido                                 | Medicina (UFBA)                  | 1° de janeiro de 2015 até 3 de agosto de 2021      | Rui Costa                                 | Demitiu-se do cargo após controvérsias envolvendo um episódio de discussão com ofensas contra uma mulher, chefe de cozinha, em Salvador. | [ 34 ] [ 35 ] [ 36 ] [ 37 ] [ 38 ] [ 39 ] [ 40 ] |
| 51° | Tereza Cristina Paim Xavier Carvalho | Sem Partido                                 | Medicina (UFBA)                  | 4 de agosto de 2021 até 26 de fevereiro de 2022    | Rui Costa                                 | Secretária Executiva no cargo de titular, assumiu após demissão do mesmo, posteriormente pediu demissão do cargo.                        | [ 38 ]                                           |
| 52° | Adélia Pinheiro                      | PT                                          | Medicina (UFBA)                  | 27 de fevereiro de 2022 até 31 de dezembro de 2022 | Rui Costa                                 | | [ 41 ]                                           |
| 53° | Roberta Santana                      | PT                                          | Administração (UEFS)             | 1° de janeiro de 2023 até a atualidade             | Jerônimo Rodrigues                        | | [ 41 ]                                           |

## Organização administrativa

### Estrutura da SESAB
As principais unidades que integram a estrutura administrativa da SESAB são:
- Gabinete do Secretário (GASEC) e staff administrativo (Assessoria de Planejamento e Gestão, Coordenação de Projetos Especiais e Assessoria de Comunicação Social);
- Diretoria Geral (DGE);
- Diretoria Executiva do Fundo Estadual de Saúde (Fesba);
- Superintendências (de Vigilância e Proteção da Saúde - Suvisa, de Recursos Humanos da Saúde - Superh, de Gestão dos Sistemas de Regulação da Atenção à Saúde - Suregs, de Assistência Farmacêutica, Ciência e Tecnologia em Saúde - Saftec, de Atenção Integral à Saúde – Sais);
- Auditoria do SUS-BA;
- Corregedoria da Saúde.

Os colegiados que estão vinculados à SESAB são:
- Conselho Estadual de Saúde;
- Comissão Intergestores Bipartite;
- Comitê Gestor Estratégico;
- Conselho Superior de Recursos.

### Regiões administrativas

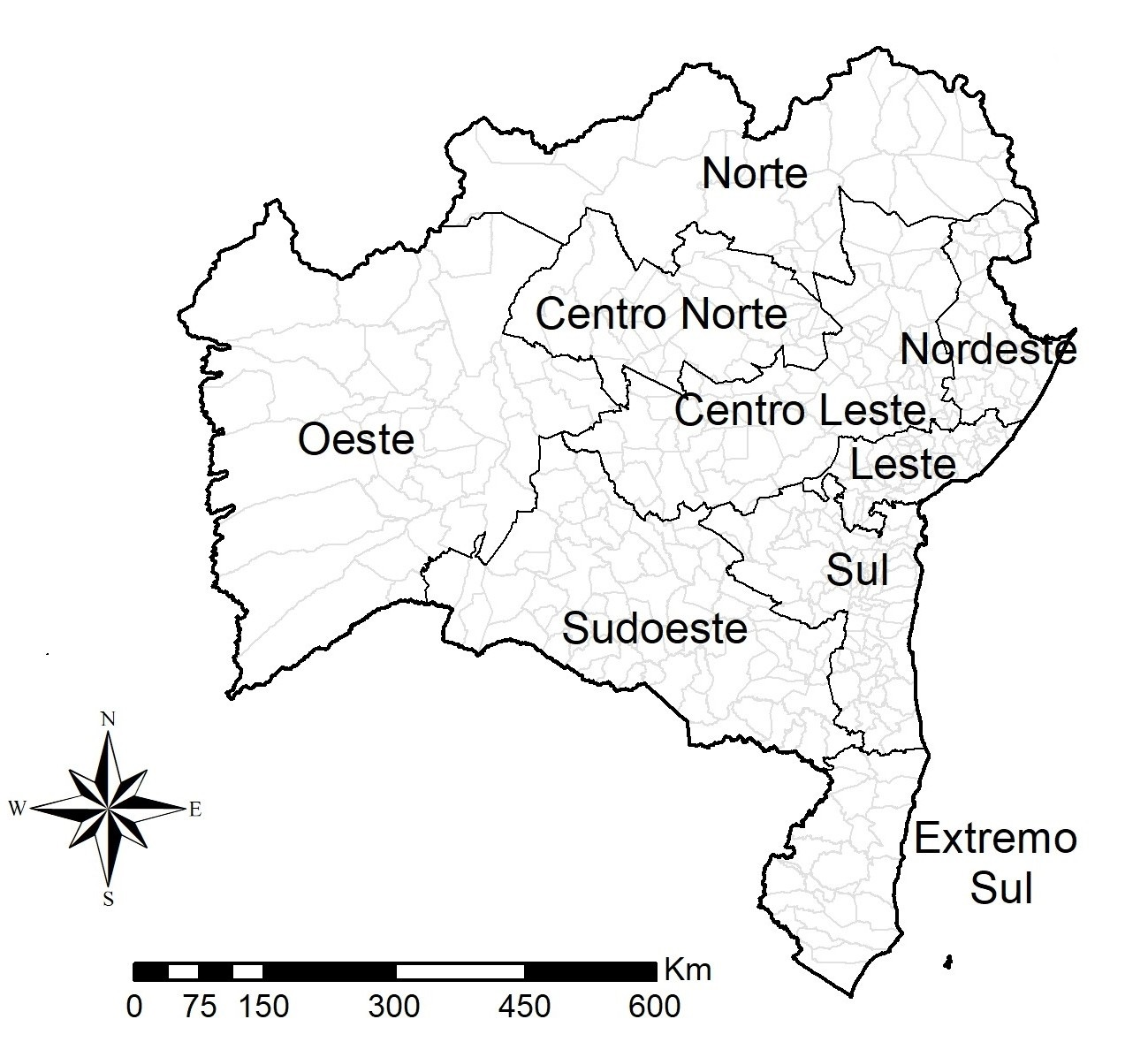
Mapa das nove macrorregiões de saúde da Bahia

A regionalização do território baiano com a finalidade de tornar mais fácil a administração geral foi iniciada em 1925 com quatro subdiretorias sanitárias, sendo uma no norte, uma no sul e duas no centro. No ano de 1964, a Bahia contava com nove regiões da saúde sendo: Salvador, Feira de Santana, Alagoinhas, Santo Antônio de Jesus, Jequié, Itabuna, Vitória da Conquista, Juazeiro e Bom Jesus da Lapa. Após a implementação da SESAB em 1966, o estado foi dividido em macrorregiões correspondendo cada uma delas um centro executivo destinando a sede do órgão de administração regionalizado sendo assim, todo o território estadual ficaria coberto. Foram instalados Centros Executivos Regionais em Salvador, Feira de Santana, Santo Antônio de Jesus, Jacobina, Juazeiro, Ilhéus, Vitória da Conquista e Barreiras, como sede das oito iniciais macrorregiões de saúde. As macrorregiões e microrregiões foram descontinuadas após o decreto n.º 7.508, de 28 de junho de 2011. Com a interrupção da organização por macrorregião e microrregião, foram estabelecidos os Núcleos Regionais de Saúde, inicialmente em nove com a mesma localização das antigas macrorregiões.

## Atribuições, ações e serviços públicos
Na condição de órgão responsável pela formulação da política estadual de saúde, a gestão do Sistema Estadual de Saúde e a execução de ações e serviços para promoção, proteção e recuperação da saúde no estado da Bahia, dentre as diversas atividades desempenhadas, a SESAB desenvolve as seguintes ações e serviços públicos:
- Centro de Operações de Emergência em Saúde (Coes);
- Escola de Saúde Pública da Bahia Professor Jorge Novis (ESPBA);
- Programa de fortalecimento do SUS na Região Metropolitana de Salvador (RMS);
- Câmara de Conciliação de Saúde (CCS);
- Centro de Informações Estratégicas de Vigilância em Saúde (CIEVS);
- Revista Baiana de Saúde Pública.

### Combate à pandemia de COVID-19
A Bahia teve seu primeiro caso confirmado de Sars-Cov-2 em 6 de março de 2020 na cidade de Feira de Santana, tendo sua primeira morte em 29 de março de 2020 em Salvador. A SESAB inicialmente conseguia diagnosticar 300 casos por dia, o Laboratório Central de Saúde Pública Prof. Gonçalo Moniz (LACEN-BA) começou a funcionar 24 horas por dia, e a secretaria também conseguiu o genoma do vírus e começou a testar os primeiros casos de COVID-19 na Bahia. Em 26 de fevereiro de 2021, o Fundo de População das Nações Unidas (UNFPA) doou mais de 500 mil equipamentos de proteção individual (EPI) para a SESAB.
Em 1 de abril de 2021, a Bahia era o estado que mais vacinou a sua população contra a COVID-19 no Brasil, com mais de 1,6 milhões de vacinados, cerca de 11,15% dos habitantes, o secretário da saúde Fábio Vilas-Boas comemorou no Twitter com uma postagem, tendo como texto: "a Bahia brocou".